# Atopsyche irregulare
Atopsyche irregulare är en nattsländeart som beskrevs av Banks 1913. Atopsyche irregulare ingår i släktet Atopsyche och familjen Hydrobiosidae. Inga underarter finns listade i Catalogue of Life.